# Fabián Pedacchio
Fabián Edgardo Marcelo Pedacchio Leániz (Buenos Aires, Argentina, 12 de abril de 1964) es un sacerdote católico argentino, con el título honorífico de capellán de Su Santidad. 
Fue nombrado primer secretario personal del papa Francisco desde abril de 2014 hasta finales de 2019.
Desde 2007 es miembro de la Congregación para los Obispos. 

## Biografía
Fabián Pedacchio Leániz nació el 12 de abril de 1964 en la ciudad de Buenos Aires en el barrio de Villa Luro. 
Siendo joven planificó realizar sus estudios universitarios, trabajar, casarse y formar una familia. Entró en la universidad para estudiar economía, pero abandonó sus estudios universitarios al descubrir su verdadera vocación hacia el sacerdocio. 
Entró en el seminario de Buenos Aires donde realizó sus estudios eclesiásticos. Fue ordenado sacerdote el día 7 de diciembre de 1991. 
Inició su ministerio sacerdotal como vicario parroquial entre los años 1992 y 2006 fue vicario en Nuestra Señora de Caacupé, Espíritu Santo, Santa Adela, Inmaculada Concepción, y Virgen Inmaculada de Lourdes.
Entre mayo de 2006 y abril de 2007 fue cura párroco de la parroquia Santa Margarita Alacoque.
Se especializó en Derecho canónico, trabajó como secretario de la Sociedad Argentina de Derecho Canónico (SADC) y también en el Tribunal Eclesiástico de la Argentina. Fue defensor del Vínculo del Tribunal eclesiástico nacional entre el 26 de agosto de 1998 y el 1 de mayo de 2007, y canciller en el Tribunal eclesiástico nacional de segunda instancia entre 2004 y 2007.
En el año 2007 se trasladó a la diócesis de Roma por recomendación del cardenal Jorge Mario Bergoglio (actual papa Francisco) donde pasó a ser un oficial de la Congregación para los Obispos.
También trabajó para los cardenales Giovanni Battista Re y Marc Ouellet, en la sección relacionada con Paraguay y recibió el título honorífico de capellán de Su Santidad.
Poco después de finalizado el cónclave de 2013 en el que Bergoglio fue elegido como nuevo sumo pontífice adoptando el nombre «Francisco», Pedacchio estableció su residencia en la Domus Sanctae Marthae (Casa o Residencia de Santa Marta), donde el papa Francisco estableció su residencia y comenzó a colaborar con él a tiempo parcial.
El 28 de mayo de 2013 fue nombrado como el segundo secretario privado papal, junto a mons. Alfred Xuereb, primer secretario papal, quien trabajaba con dedicación exclusiva. Desde julio de 2013, el sacerdote argentino asistió al papa en diversas tareas, tanto como traductor o respondiendo parte de su correspondencia personal.
El 24 de abril de 2014 monseñor Pedacchio fue promovido a primer secretario del papa Francisco, después que tuviera lugar la promoción de mons. Alfred Xuereb al Consejo de Asuntos Económicos de la Santa Sede.
Monseñor Pedacchio es considerado uno de los colaboradores más cercanos del papa.